# Telescópio Canadá-França-Havaí

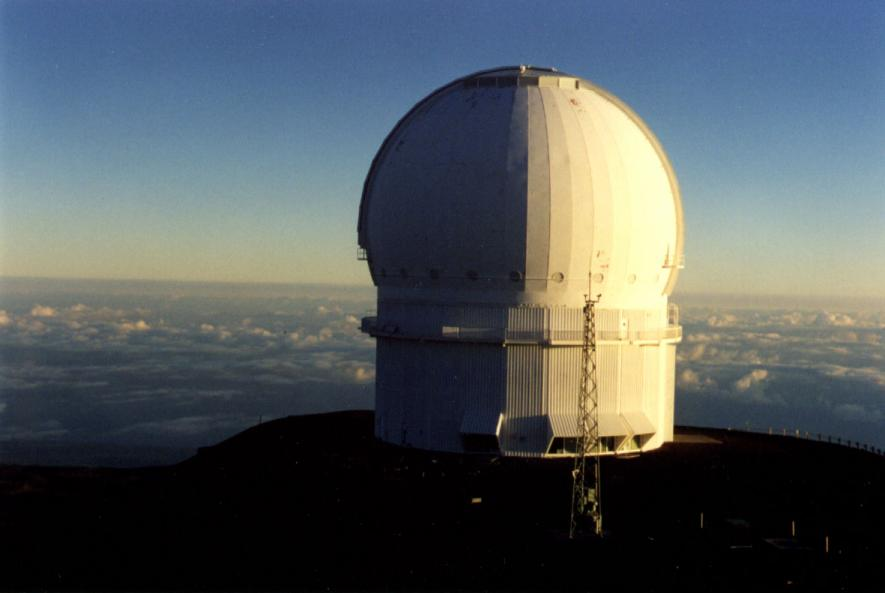
CFHT

O Telescópio Canadá-França-Havaí (em inglês Canada-France-Hawaii Telescope, abreviado para CFHT)  é um observatório astronômico instalado perto do cume do Mauna Kea na Ilha Havai, a uma altitude de 4.204 metros acima do mar. Seu telescópio tem um tipo de configuração Cassegrain f/8, com um espelho de 3,58 metros de diâmetro útil. Para além das suas ferramentas de configuração Cassegrain podem ser utilizados diretamente no foco primário.

## Programas

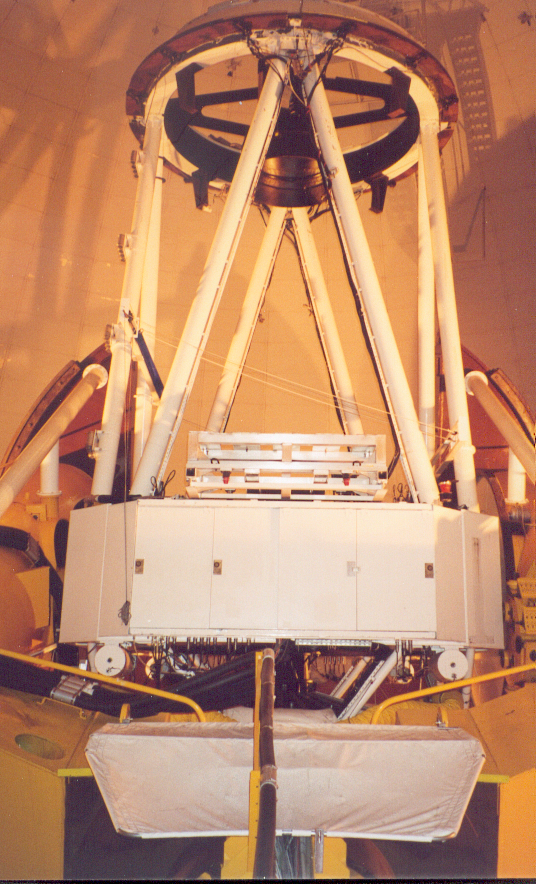
Tubo do telescópio.

Desde 2003, o CFHT desenvolve o Canada-France Ecliptic Plane Survey (CFEPS), um programa de monitoramento de corpos menores do sistema solar localizado perto do plano da eclíptica com uma câmera de 378 megapixels. foram descobertos mais de 200 KBOs, incluindo o 2001 QW322. Desde 2006, a pesquisa foi estendida para latitudes mais altas (+10° a +60°) da eclíptica com o programa High-Lat Survey.